# Hayden Panettiere
Hayden Lesley Panettiere, född 21 augusti 1989 i Palisades, Rockland County, New York, är en amerikansk skådespelare och sångare. Hon är bland annat känd för sin roll som Claire Bennet i TV-serien Heroes.

## Skådespeleri
Panettieres mor är skådespelare och har medverkat bland annat i TV-serien The Guiding Light. Hon fick dottern att börja medverka i reklamfilmer när hon var endast 11 månader gammal. Sin första riktiga roll fick hon i såpoperan One Life to Live (1994–1997) när hon var fyra år. Senare fick även hon en roll i The Guiding Light som barnet Lizzie Spaulding som led av leukemi. Hon fick ett pris av Leukemia and Lymphoma Society för sin insats i att höja medvetenheten om sjukdomen.
Panettiere har medverkat i en rad filmer och TV-serier, bland andra Remember the Titans, Bring It On: All or Nothing, Malcolm in the Middle och Ally McBeal. Hon har även gjort röster till ett par animerade filmer och TV-spel, däribland Ett småkryps liv och Kingdom Hearts.
2006 medverkade Panettiere i NBC:s TV-serie Heroes som Claire Bennet, en av seriens huvudkaraktärer. Claire har förmågan att självläka nästan vilka skador som helst inom loppet av några sekunder vilket gör henne näst intill odödlig.
Under 2008 medverkade Panettiere i filmen Fireflies in the Garden tillsammans med bland andra Julia Roberts. Hon medverkar i Joshua Radins musikvideo I'd rather be with you. Hon spelade också rollen som countrystjärnan Juliette Barnes i TV-serien Nashville från 2012–2015.

## Musik
1999 nominerades hon till en Grammy för "Best Spoken Word Album for Children" med A Bug's Life read-along.
I augusti 2008 släppte Panettiere sin debutsingel, Wake Up Call.

## Priser och nomineringar
Panettiere har vunnit Saturn award, Teen Choice Award och Young Artist Award i kategorin Bästa kvinnliga skådespelare i en drama-TV-serie för sin roll som Claire Bennet i Heroes. Hon har även vunnit Young Artist Award för bästa unga biroll för sin insats som Sheryl Yoast i Remember the Titans och Feature Film Award som Bästa kvinnluga skådespelare för rollen i Shanghai Kiss. Hon har också nominerats till flera andra priser.

## Familj och engagemang
Hayden Panettiere är äldre syster till skådespelaren Jansen Panettiere. Tillsammans med boxaren Wladimir Klitschko har hon ett barn.
Hon är vegetarian och engagerad i djurskyddsaktiviteter internationellt.

## Filmografi
| År   | Titel                                   | Roll                              | Info                         |
| ---- | --------------------------------------- | --------------------------------- | ---------------------------- |
| 1994 | One Life to Live                        | Sarah Victoria 'Flash' Roberts #3 | TV-serie, biroll (1994-1997) |
| 1996 | Aliens in the Family                    | Flicka                            | TV-serie, gästskådespelerska |
| 1996 | How Do You Spell God?                   |                                   | TV-program                   |
| 1996 | The Guiding Light                       | Elizabeth 'Lizzie' Spaulding      | TV-serie, biroll (1996-2000) |
| 1998 | Mannen i mitt liv                       | Sjöjungfru                        | Film                         |
| 1998 | Ett småkryps liv                        | Röst, Dot                         | Animerad film                |
| 1999 | Kärleksbrev                             | Flicka på sjunkande båt           | Film, statist                |
| 1999 | Too Rich: The Secret Life of Doris Duke | Unga Doris Duke                   | TV-program                   |
| 1999 | Touched by an Angel                     | Diana                             | TV-serie, gästskådespelare   |
| 1999 | If You Believe                          | Unga Susan                        | TV-program                   |
| 2000 | Dinosaurier                             | Röst, Suri                        | Animerad film                |
| 2000 | Remember the Titans                     | Sheryl Yoast                      | Film                         |
| 2001 | Chestnut Hill                           | Molly Eastman                     | TV-program                   |
| 2001 | The Affair of the Necklace              | Unga Jeanne                       | Film                         |
| 2001 | Joe Somebody                            | Natalie Scheffer                  | Film                         |
| 2002 | Kingdom Hearts                          | Röst (engelsk version), Kairi     | Spel                         |
| 2002 | Ally McBeal                             | Maddie Harrington                 | TV-serie, gästskådespelare   |
| 2002 | The Mark of Kri                         | Röst, Tati                        | Spel                         |
| 2003 | Normal                                  | Patty Ann Applewood               | TV-program                   |
| 2004 | Fillmore!                               | Yumi                              | TV-serie, gästskådespelare   |
| 2004 | Helens små underverk                    | Audrey Davis                      | Film                         |
| 2004 | Tiger Cruise                            | Maddie Dolan                      | TV-program                   |
| 2004 | The Dust Factory                        | Melanie Lewis                     | Film                         |
| 2005 | Zuper-Zebran                            | Channing Walsh                    | Film                         |
| 2005 | Law & Order: Special Victims Unit       | Angela Agnelli                    | TV-serie, gästskådespelare   |
| 2005 | Lies My Mother Told Me                  | Haylei Sims                       | TV-program                   |
| 2005 | Isprinsessan                            | Gen Harwood                       | Film                         |
| 2005 | Malcolm in the Middle                   | Jessica                           | TV-serie, gästskådespelare   |
| 2005 | Kingdom Hearts II                       | Röst (engelsk version), Kairi     | Spel                         |
| 2006 | Mr. Gibb                                | Allyson "Ally" Palmer             | Film                         |
| 2006 | Commander in Chief                      | Stacy                             | TV-serie, gästskådespelare   |
| 2006 | The Architect                           | Christina Waters                  | Film                         |
| 2006 | Bring It On: All or Nothing             | Britney Allen                     | Film, huvudperson            |
| 2006 | Skater Boys                             | Kassidy Parker #2                 | TV-serie, gästskådespelare   |
| 2006 | Heroes                                  | Claire Bennet                     | TV-serie (2006–2008)         |
| 2007 | Shanghai Kiss                           | Adelaide                          | Film                         |
| 2008 | Fireflies in the Garden                 | Unga Jane Lawrence                | Film                         |
| 2008 | Scooby-Doo and the Goblin King          | Princess Fairy Willow             | röst                         |
| 2009 | I Love You Beth Cooper                  | Beth Cooper                       | Film                         |
| 2010 | Alpha och Omega                         | Kate                              | röst                         |
| 2010 | Kingdom Hearts Birth by Sleep           | Röst (engelsk version), Kairi     | Spel                         |
| 2010 | American Dad!                           | Ashley                            | TV-serie, gästskådespelare   |
| 2011 | Amanda Knox: Murder on Trial in Italy   | Amanda Knox                       | Huvudroll                    |
| 2011 | Hoodwinked 2: Hood vs. Evil             | Red Puckett                       | röst                         |
| 2011 | Scream 4                                | Kirby Reed                        | Biroll                       |
| 2012 | Kingdom Hearts 3D: Dream Drop Distance  | Röst (engelsk version), Xion      | Spel                         |
| 2012 | Nashville                               | Juliette Barnes                   | TV-serie (2012–2018)         |
| 2015 | Until Dawn                              | Röst, Sam                         | Spel                         |
| 2023 | Scream VI                               | Kirby Reed                        | Återkommande roll            |

## Diskografi

### Studioalbum
| År   | Titel        |
| ---- | ------------ |
| 2007 | Fall Love    |
| 2009 | Falling Down |

Falling Down (2009)

### Singlar
| År   | Titel                               | Position på topplista | Position på topplista | Album                                     |
| År   | Titel                               | U.S.                  | U.S. Pop              | Album                                     |
| ---- | ----------------------------------- | --------------------- | --------------------- | ----------------------------------------- |
| 2008 | Wake Up Call                        | 87                    | —                     | Falling Down                              |
| 2012 | Telescope                           |                       |                       | The Music of Nashville: Season 1 Volume 1 |
| 2012 | Undermine (with Charles Esten)      |                       |                       | The Music of Nashville: Season 1 Volume 1 |
| 2012 | Wrong Song (with Connie Britton)    |                       |                       | The Music of Nashville: Season 1 Volume 1 |
| 2013 | Fame (duet with Richard Madenfort)  |                       |                       | bara ladda ner                            |
| 2013 | Hypnotizing                         |                       |                       | The Music of Nashville: Season 1 Volume 2 |
| 2014 | Crazy (traditional version)         |                       |                       | bara ladda ner                            |
| 2014 | Don't Put Dirt on My Grave Just Yet |                       |                       | The Music of Nashville: Season 2 Volume 2 |
| 2014 | White Christmas                     |                       |                       | Christmas With Nashville                  |
| 2015 | Crazy (duet with Steven Tyler)      |                       |                       | The Music of Nashville: Season 4 Volume 1 |

### Soundtracks
| År   | Låttitel           | Film                              |
| ---- | ------------------ | --------------------------------- |
| 2003 | "Someone Like You" | The Dust Factory                  |
| 2005 | "My Hero Is You"   | Tiger Cruise                      |
| 2005 | "I Fly"            | Isprinsessan                      |
| 2006 | "That Girl"        | Bring It On: All or Nothing       |
| 2007 | "I Still Believe"  | Askungen - Det magiska trollspöet |
| 2007 | "Try"              | Bron till Terabitia               |

### Samlingsalbum
| År   | Låttitel              | Skiva                          |
| ---- | --------------------- | ------------------------------ |
| 2006 | "Your new girlfriend" | Smackers Presents: Girl Next   |
| 2007 | "Cruella De Vil"      | DisneyMania 5                  |
| 2007 | "Go To Girl"          | Smackers Presents: Girl Next 2 |

### Musik videor
| År   | Titel                 | Regissör          |
| ---- | --------------------- | ----------------- |
| 2004 | My Hero is You        |                   |
| 2004 | Someone Like You      |                   |
| 2005 | I Fly                 |                   |
| 2006 | I Still Believe       |                   |
| 2008 | Wake Up Call          | Chris Applebaum   |
| 2011 | I Can Do It Alone     |                   |
| 2012 | Telescope             | TK McKamy         |
| 2013 | Fame                  | Richard Madenfort |
| 2013 | The Fabric of My Life | Pam Thomas        |